# Евангелие от евреев
Ева́нгелие от евре́ев — новозаветный апокриф. Текст утерян. Фрагменты сохранились в виде цитат в сочинениях раннехристианских теологов. Считалось священной книгой эбионитов. Исходным языком этого евангелия был арамейский. Данный текст наиболее близок к каноническим евангелиям. Существует версия, что евангелие от евреев послужило основой для Евангелия от Матфея. Упоминается у Евсевия Кесарийского (Церковная история, 3,39,17). Текст описывает крещение Иисуса Христа. В Евангелии евреев Святой Дух не просто объявляет Иисуса своим «Сыном», но возвещает Ему вечное царствование. Сам Христос называет Духа Святого своей матерью. В тексте молитвы «Отче наш» хлеб назван «завтрашним». В этом апокрифе также присутствует притча о талантах (См. Евангелие от Матфея, гл. 25, ст. ст. 14 — 23, где она также присутствует).